# Nunca estamos solos (película de 2016)
Nunca estamos solos (en checo: Nikdy nejsme sami; en inglés: We Are Never Alone ) es una película dramática checa de 2016 dirigida por Petr Václav. Fue seleccionada para proyectarse en la sección Contemporary World Cinema del Festival Internacional de Cine de Toronto de 2016.

## Resumen
En un pequeño pueblo de provincia los únicos divertimentos son la prisión y el burdel. Allí vive un hipocondríaco hombre cincuentón enfermo y amargado, que está casado con una empleada de un supermercado que no le ama. Tienen dos hijos, pero parecen dos desconocidos. Su vecino es funcionario de prisiones y está obsesionado con la seguridad y el control de sus familiares. La dependienta tiene un padre tiránico, que también le hace la vida más amarga. Un día la dependienta entra en el burdel y le confiesa a uno de los proxenetas que está enamorada de él. Este le da largas, porque, a su vez, está enamorado de una prostituta drogadicta que no le hace caso y cuyo novio está en la prisión. La cinta muestra a la joven prostituta acudir a los muros de la prisión a suplicar a su amante el perdón. Por su parte, los hijos del matrimonio juegan a juegos violentos con ranas, gatos y otros seres vivos. La película es una historia de luces y sombras en la que cada personaje busca una salida a sus inexistentes vidas.

## Reparto
- Klaudia Dudová
- Zdeněk Godla [4]
- Miroslav Hanuš
- Karel Roden
- Lenka Vlasáková